# 눌지 마립간
눌지 마립간(訥祗 麻立干, ? ~ 458년 음력 8월, 재위 417년 음력 5월 ~ 458년 음력 8월)은 신라의 제19대 임금이자, 삼국사기에 따르면 최초로 마립간의 칭호를 사용한 임금이다. 내지왕(內只王, 삼국유사) 혹은 내지왕(乃智王, 포항 냉수리 신라비)이라고도 한다.
눌지(訥祗)의 '눌'이 말모음 탈락으로 인하여 '누리>눌'로 변화한 것이라면 불구내(赫居世), 유리 이사금(儒理尼師今), 유례 이사금(儒禮尼師今)과 같은 '누리(세상)'라는 뜻의 이름으로 추정할 수 있다.

## 생애
내물 이사금이 재위 37년인 392년 실성을 고구려에 볼모를 보냈는데, 실성이 이에 한을 품고 내물의 첫째 아들 눌지를 몰아내고 내물의 둘째 아들 복호와 셋째 아들 미사흔을 각각 고구려와 왜에 볼모로 보냈다. 그 뒤 고구려 사람을 시켜 눌지를 살해하려 했으나 오히려 눌지가 실성을 시해하고 왕위에 오르게 되었다. 복호와 미사흔은 418년 박제상을 시켜 돌아오게 했는데, 이 일화는 삼국유사에 자세히 기록되어 있다. 그의 출생지에 대한 기록은 미상이었으나, 포항 냉수리 신라비에서 그를 탁부 내지왕(喙部 乃智王)이라 칭한 대목이 발견되어 그가 신라의 수도인 금성의 탁부에서 태어난 것이 확인되었다.
424년 음력 2월 고구려에 사신을 보냈다. 431년 음력 4월 왜가 동쪽을 침범하고 명활성을 둘러쌌으나 소득 없이 물러났다. 432년 봄에 기근이 발생했다. 433년 미사흔이 죽었는데, 임금이 서불한에 추증했다. 그해 음력 7월 백제와 화친을 맺었다(나-제 동맹). 나-제 관계가 좋아져 이듬해 434년 비유왕이 음력 2월에 말 두 필을, 음력 9월에 흰 매를 보냈고 음력 10월에 눌지가 황금과 명주를 보내 답례했다.
440년 왜가 두 차례에 걸쳐 남쪽과 동쪽 변경을 침입, 백성들을 납치했다. 444년 음력 4월에는 왜가 보다 대규모로 쳐 와, 금성을 열흘간 에워쌌으나 군량이 떨어져 도망쳤다. 임금이 기병 수천을 거느리고 추격해 독산 동쪽에서 싸웠으나, 신라군 장병 절반이 넘게 죽었다. 임금이 패해 말을 버리고 산 위에 올라, 적들이 여러 겹으로 에워싸는데, 안개가 짙게 끼어 간신히 왜군의 눈으로부터 피해 도망칠 수 있었다.
450년 음력 7월 고구려의 한 장수가 실직의 들에서 사냥을 하는데 하슬라성주 삼직이 그를 죽였다. 장수왕이 노해 군사를 일으켰으나, 마립간이 사죄하자 그대로 물렀다. 그러나 454년 음력 8월 다시 고구려가 침공했으며, 455년 음력 10월엔 고구려가 백제를 침공하는 것을 마립간이 군사를 보내 구원했다.

## 마립간 호칭
삼국사기에 따르면, 눌지왕은 최초로 마립간 호칭을 사용했다. 마립간이라는 표현의 어원에 대해서는 다양한 의견이 있으나 삼국사기중 신라본기에서 김대문의 말을 인용하길 “마립간이란 방언으로 말뚝을 이른다. 말뚝은 함조를 말하는데 관위에 따라 배치했다. 즉 임금의 말뚝을 위주로 신하의 말뚝들을 그 아래 벌였으니 왕호를 이렇게 이름한 것이다.”라고 하였다.

## 가계
- 부왕 : 내물 마립간(奈勿 麻立干, ? ~402 재위:356~402)
- 모후 : 보반부인 김씨(寶飯夫人 金氏)
  - 왕후 : 아로부인 김씨(阿老夫人 金氏) - 실성 마립간(實聖 泥師今)의 딸
    - 아들 : 자비 마립간(慈悲 麻立干, ? ~479 재위:458~479)
    - 딸 : 조생부인(鳥生夫人)
    - 사위 : 김습보(金習寶)-동생 복호의 아들

  - 후궁 : 치술공주 김씨(鵄述公主 金氏)
    - 딸 : 황아공주(皇我公主)

## 같이 보기
- 고구려
  - 장수왕 (412년 - 491년)
- 백제
  - 전지왕 (405년 - 420년)
  - 구이신왕 (420년 - 427년)
  - 비유왕 (427년 - 455년)
  - 개로왕 (455년 - 475년)

| 전 대 실성 마립간 | 제19대 신라 국왕 417년 - 458년 | 후 대 자비 마립간 |

1. ↑  도수희, 《한국 성명의 생성 발달》, 국립국어연구원, 1999, 147쪽.